# Juventud de Las Piedras
A Club Atletico Juventud de Las Piedras, röviden Juventud, egy 1935-ben alapított uruguayi labdarúgócsapat, melynek Las Piedrasban található a székhelye.

## Története
Diákok egy csoportja a Las Piedras-i San Isidro Katolikus Iskola udvarán, egy előre leegyeztetett meccset szerettek volna játszani 1935. december 24-én, azonban az ottani papok megtiltották, mivel a labdarúgás nem karácsonyi esemény.
A rebellis diákok, köztük Carlos Maria Cabrera (aki később a klub első elnöke lett), a város főterén találkoztak, és úgy döntöttek (mintegy megtorlásként a papok ellen), hogy a szentestén alapítják meg labdarúgó klubjukat.
A mezeket Cabrera édesapjának ILDU nevű ruhagyára készítette, ezért az egyesület sokáig Club Ildu néven szerepelt.
1946-ban nevezték át a csapatot, és a Club Atletico Juventud de Las Piedras (Las Piedras-i Fiatalok Atlétikai Klubja) 1947. december 13-án, már hivatalosan szerepelt az uruguayi sportéletben.
Egészen 1980-ig alsóbb, amatőr ligákban játszottak, de az Uruguayi labdarúgó-szövetség ez évben felvette őket a soraiba.
1995-ben sikerült először a másodosztályba jutniuk, ahonnan négy év múlva (1999-ben) kivívták a jogot az élvonalbeli szereplésre.
2001-ben ők voltak az első vidéki egyesület, akik a két fővárosi óriást (Peñarol és Nacional) megverték egy adott szezonon belül.
2003-ban búcsúztak az első osztálytól.

## Fordítás
- Ez a szócikk részben vagy egészben  a   Juventud de Las Piedras című angol Wikipédia-szócikk fordításán alapul.  Az eredeti cikk szerkesztőit annak laptörténete sorolja fel. Ez a jelzés csupán a megfogalmazás eredetét és a szerzői jogokat jelzi, nem szolgál a cikkben szereplő információk forrásmegjelöléseként.